# Nasal velar sonora
La consonant nasal velar sonora és un so que es representa amb el signe [ŋ] en l'AFI (la lletra ena amb la cua de la ge a la cama dreta inferior). Aquest símbol és similar al de la nasal retroflexa i a vegades porta a confusió. És un so present a força llengües actuals, encara que sovint sense la categoria de fonema, per exemple, com a al·lòfon de [n] davant de consonant velar.

## Característiques
- És un so nasal perquè l'aire surt alhora per la boca i pel nas.
- Tots els sons nasals són sonors.
- El seu punt d'articulació és velar perquè la llengua es posa cap endarrere tocant al final del paladar

## En català
Aquest so es produeix sempre que un so nasal es troba davant d'una altra consonant velar per assimilació.
Hi ha diferents parells mínims que es podrien fer servir per a demostrar que en català té valor de fonema i no d'al·lòfon, 
però tots ells es poden explicar igualment com a realitzacions fonètiques de nasals amb assimilació davant d'una consonant velar a l'estructura profunda.
Per exemple, en el cas banc/ban (['baŋ] en central, ['baŋk] en valencià) banc té una arrel /bank/ que reapareix en derivats davant de sufixos amb vocal, com banquer /bank + 'er/ ([bəŋ'ke] en central, [baŋ'ker] en el dialecte valencià).
Per exemple, en el cas vinc/vint (['biŋ] en central, ['viŋk] en el dialecte valencià) vinc té la mateixa arrel amb augment velar /ving/ que apareix en altres formes del paradigma del mateix verb (com el subjuntiu, el participi passat, etc.).
- Banc/ban
- Fang/fan
- Fenc/fent
- Fong/fon
- Prenc/pren
- Ranc/ran
- Ring/Rin
- Ronc/ron
- Sang/sant
- Tanc/tan
- Venc/ven
- Vinc/vint

## Dígraf nc
El dígraf fonètic format per les lletres n i c quan es troben en posició de tancament de síl·laba, bé a final de mot banc o bé a l'interior plancton, es pronuncia com un únic so: [ŋ]. La transcripció fonològica dels mots proposats com a exemple és doncs /'bank/ i /'plankton/ i la fonètica (en el català central) és ['baŋ] i ['plaŋtun] (o ['plaŋton]).